# アムシノニド
アムシノニド(Amcinonide)は、アトピー性皮膚炎やアレルギー性接触皮膚炎による痒み、赤み、腫れの治療に用いられる糖質コルチコイド外用薬である。ステロイド外用薬として使われ、日本での格付けで5段階中4のベリーストロング。商標名は、シクロコート(Cyclocort)である。
吸収率の高い部位、頬、頭、首、陰部では長期連用しないよう注意し、顔への使用は推奨されない。
全米皮膚炎学会によれば、ステロイド外用薬離脱の危険性を医師と患者は知っておきべきで、強いステロイドの連用は2週間までとし、その後少しずつ漸減して減らしていくとした。